# ماري الفرنسية
كانت ماري الفرنسية (بالفرنسية: Marie de France) (ذاع صيتها بين عامي 1160 و1215) شاعرة ولدت في فرنسا على الأرجح وعاشت في إنجلترا في أواخر القرن الثاني عشر. عاشت حياتها وكتبت في بلاط مجهول، لكنها عُرفت وأعمالها بصورة شبه مؤكدة في البلاط الملكي لملك إنجلترا هنري الثاني. لا شيء تقريبًا معروف عن حياتها؛ وجاء كل من اسمها الأول وتمييزه الجغرافي من مخطوطاتها. مع ذلك، هناك وصف مكتوب حول عملها وشعبيتها من عصرها نفسه لا يزال موجودًا. يعتبرها الباحثون أول شاعرة فرنسية أنثى.
كانت متقنة للاتينية، كما كان معظم المؤلفين والباحثين في ذلك العصر، بالإضافة إلى الإنجليزية الوسطى والبريتانية. وهي كاتبة قصائد لماري دو فرانس. ترجمت خرافات إيسوب من الإنجليزية الوسطى إلى الفرنسية الأنغلو - نورمانية وكتبت أسطورة مطهر القديس باترك، بناءً على نص لاتيني. مؤخرًا، عُرّفت (مبدئيًا) بصفة كاتبة سيرة حياة قديس، حياة القديس أودري. كانت قصائدها ولا تزال تُقرأ على نحو واسع وقد ألهمت التطور اللاحق للنوع البطولي الرومانسي من الأدب.

## حياتها وأعمالها

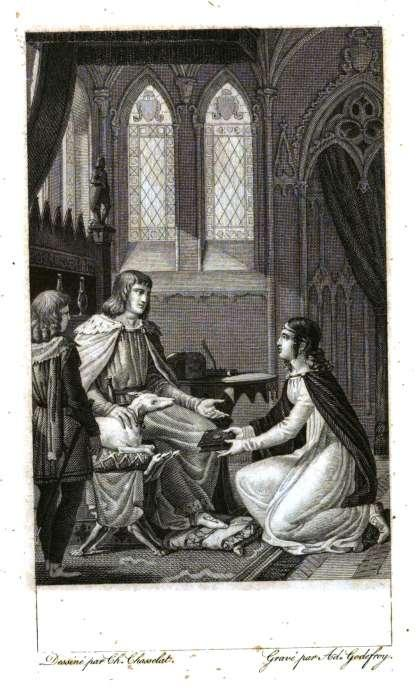
تقدم ماري دي فرانس كتابها إلى هنري الثاني ملك إنجلترا. من الطبعة الأولى لأعمال ماري دو فرانس.

الاسم الحقيقي للكاتبة المعروفة بماري دو فرانس مجهول؛ اكتسبت لقبها الأدبي هذا من سطر في أحد أعمالها المنشورة: «اسمي ماري، وأنا من فرنسا». بعض أكثر التكهنات المقترحة شيوعًا حول هوية شاعرة القرن الثاني عشر هذه هي: ماري، رئيسة دير شافتسبيري وأخت ملك إنجلترا هنري الثاني غير الشقيقة؛ وماري رئيس دير ردينغ؛ وماري الأولى كونتيسة بولونيا؛ وماري رئيسة دير باركينغ، وماري دو مولان، زوجة هيو تالبو. بناءً على أدلة من كتاباتها، من الواضح أنها وبغض النظر عن ولادتها في فرنسا، عاشت في إنجلترا للكثير من حياتها.
نُسبت إلى ماري دو فرانس أربعة أعمال، أو أربع مجموعات من الأعمال. عُرفت بالدرجة الأولى لكتابتها قصائد ماري دو فرانس، وهي مجموعة تتألف من اثنتي عشرة قصيدة سردية، معظمها مكون من عدة مئات من الأسطر. تزعم ماري في مقدمات هذه القصائد البريتانية أنها سمعت القصص الواردة فيها من منشدين بريتانيين، وكانت قد كشفت عن اسمها لأول مرة في السطور الافتتاحية لقصيدة غيغيمار.
هناك 102 من الخرافات الإيسوبية المنسوبة لها إلى جانب إعادة سرد لأسطورة مطهر القديس باترك، ونسبت إليها مؤخرًا سيرة حياة القديس أودري من إيلي، رغم أن هذه النسبة لم تحظ بقبول جميع النقاد.
أرّخ الباحثون أعمال ماري بين عامي 1160 و 1215 تقريبًا، أول تاريخ ممكن وآخر تاريخ بالترتيب نفسه. من المرجح أن القصائد كتبت في أواخر القرن الثاني عشر؛ وهي مكرسة لـ «ملك نبيل»، افتُرض عادةً أنه الملك هنري الثاني أو ربما ابنه الأكبر، هنري الملك الشاب. كُرس عمل آخر من أعمالها، الخرافات، لـ «الكونت ويليام»، الذي ربما قد كان ويليام دو ماندوفيل أو ويليام مارشال. مع ذلك، اقتُرح أيضًا أن الكونت ويليام قد يُشير إلى ويليام لونغسورد. كان لونغسورد ابنًا غير شرعي مُعترف به للملك هنري الثاني. إذا كانت ماري أخت الملك هنري الثاني غير الشقيقة بالفعل، فإن إخلاصًا لابنه (الذي سيكون ابن أخيها)، قد يكون مفهومًا.
من المرجح أن تكون ماري دو فرانس معروفة في بلاط الملك هنري الثاني وزوجته، إليانور آكيتاين. هناك شاعر إنجليزي معاصر لماري، اسمه دينيس بيراموس، ذكر في سيرة حياة القديس إدموند الملك التي كتبها نحو عام 1180، قصائد ماري، ذات الشعبية في الدائرة الأرستقراطية وقتها.
واضح من كتاباتها أن ماري دو فرانس كانت ذات تعليم عالٍ ومتعددة اللغات؛ وهذا المستوى من التعليم لم يكن في متناول العامة أو الفقراء في ذلك الزمن، لذا يمكننا استنتاج أن ماري دو فرانس كانت من طبقة النبلاء، كما كانت نسوة نبيلات أُخر مثل هيلواز وكريستين دو بيزان متعلمات ومارسن الكتابة. بالإضافة إلى النساء العلمانيات الثريات، استخدم عدد من النسوة المتدينات في هذه الفترة تعليمهن والتحقن يالكتابة (هروتسفيثا، وإلواز، وبريجيت من السويد، وهايدغارد بنجين، على سبيل المثال لا الحصر).
أول من أطلق عليها اسم ماري دو فرانس كان الباحث الفرنسي كلود فوشيت عام 1551، في مجموعة أصول اللغة والشعر الفرنسيين خاصته، واستُخدم هذا الاسم من وقتها. كتبت بلغة فرانسيين، وهي لهجة كانت متمركزة حول باريس ومنطقة إيل دو فرانس، لكن ظهرت لهجة أنغلو - نورمانية في كتاباتها. بالتالي استنتج الباحثون عمومًا أنها عاشت في أجزاء إيل دو فرانس القريبة من نورماندي، أو بدلًا عن ذلك في منطقة بينهما مثل بروتاني أو فيكسين. لكن التأثير الأنغلو - نورماني قد يكون نتيجة معيشتها في إنجلترا خلال حياتها البالغة، الأمر الذي توحي به أيضًا حقيقة أن الكثير من نصوصها وُجدت في إنجلترا. تُعد دلالة عبارة «أنا من فرنسا»، مع ذلك، غامضة وملتبسة. ربما لم تكُن ماري لتصرح أنها من فرنسا إذا كانت في الأصل من منطقة يحكمها الملك هنري الثاني مثل بريتاني أو نورماندي أو أنجو أو آكيتاين، إلا إذا كانت قد تعرضت للأنجلزة كليًا. 
ثلاث من النسخ الخطية الخمسة الناجية من القصائد مكتوبة بالفرنسية القارية، بينما قد تعكس النسخة الموجودة بالترتيب رقم 978 إم إس في مجموعة هارلي، المكتبة البريطانية، المكتوبة بالفرنسية الأنغلو - نورمانية في أواسط القرن الثالث عشر، لهجة الناسخ.